# Бравадос
„Бравадос“ (на английски: The Bravados) е американски уестърн, излязъл по екраните през 1958 година, режисиран от Хенри Кинг с участието на Грегъри Пек в главната роля.

## Сюжет
Джим Дъглас е майстор следотърсач и стрелец, желае силно да въздаде правосъдие на четирима отчаяни бандити, за които вярва, че са изнасилили и убили жена му. Те са заловени за банков обир и убийство и очакват екзекуцията си. Междувременно обаче, успяват да се измъкнат часове преди обесването. Поемайки водачеството на хайката, изпратена да ги залови преди да са достигнали мексиканската граница, Дъглас започва да залавя престъпниците един по един.

## В ролите
| Актьор          | Роля             |
| --------------- | ---------------- |
| Грегъри Пек     | Джим Дъглас      |
| Джоан Колинс    | Джозефа Велардес |
| Стивън Бойд     | Бил Захари       |
| Албърт Салми    | Ед Тейлър        |
| Хенри Силва     | Леандро Лухан    |
| Лий Ван Клийф   | Алфонсо Парал    |
| Катлийн Галант  | Ема Стейнмиц     |
| Джордж Восковец | Гъс Стейнмиц     |
| Бари Коу        | Том              |
| Хърбърт Ръдли   | шериф Санчес     |
| Андрю Дъган     | Падре            |
| Джийн Еванс     | Джон Бътлър      |